# Harrowby
Harrowby – przysiółek w Anglii, w Lincolnshire. Leży 35,7 km od Lincoln i 160 km od Londynu. W 1891 roku civil parish liczyła 272 mieszkańców. Harrowby jest wspomniana w Domesday Book (1086) jako Herigerbi.